# Chersónisos Kórykos
Chersónisos Kórykos är en halvö i Grekland.   Den ligger i regionen Kreta, i den södra delen av landet, 270 km söder om huvudstaden Aten.